# Дабанский наслег
Дабанский наслег — сельское поселение в Олёкминском районе Якутии Российской Федерации.
Административный центр — село Дабан.

## История
Статус и границы сельского поселения установлены Законом Республики Саха (Якутия) от 30 ноября 2004 года N 173-З N 353-III «Об установлении границ и о наделении статусом городского и сельского поселений муниципальных образований Республики Саха (Якутия)».

## Население
| 2002 | 2010 | 2011 | 2012 | 2013 | 2014 | 2015 |
| ---- | ---- | ---- | ---- | ---- | ---- | ---- |
| 572  | ↘535 | →535 | ↘519 | ↘492 | ↘467 | ↗470 |
| 2016 | 2017 | 2018 | 2019 | 2020 | 2021 |      |
| ↗480 | ↘459 | ↗467 | ↘449 | ↘447 | ↘446 |      |

## Состав сельского поселения
| № | Населённый пункт | Тип населённого пункта       | Население |
| - | ---------------- | ---------------------------- | --------- |
| 1 | Дабан            | село, административный центр | ↘313      |
| 2 | Кочегарово       | посёлок                      | ↘0        |
| 3 | Черендей         | село                         | ↘1        |